# Werner Kammann
Werner Kammann (* 17. September 1919 in Cuxhaven; † 20. November 1985 ebenda) war ein deutscher Politiker (SPD). Er war Bürgermeister in Cuxhaven und von 1967 bis 1982 in vier Wahlperioden Abgeordneter im Landtag von Niedersachsen. Zuvor war er als Kaufmann tätig.

## Biografie
Kammann besuchte die Volks- und Handelsschule und absolvierte im Anschluss eine Lehre als Lebensmittelkaufmann. Er war Absolvent einer Fachschule und geprüfter Bilanzbuchhalter und wurde in Hamburg als Filialleiter im Lebensmittelhandel tätig. Anschließend war Kammann bei der Finanzverwaltung als Betriebsprüfer beschäftigt. Im Zweiten Weltkrieg war er von 1940 bis 1945 als Soldat eingesetzt und wurde an der Ostfront schwer verwundet. Nach dem Krieg machte er sich 1946 als Hotelkaufmann in Cuxhaven-Duhnen selbständig. Ab 1966 war er Außenstellenleiter einer Bremer Wohnungsgesellschaft in Cuxhaven. Später war er Aufsichtsratsmitglied mehrerer Unternehmen aus der Region.

Kammann war verheiratet und hatte zwei Kinder.

## Politik
Kammann trat 1945 der SPD bei und wurde ein Jahr später in den Rat von Cuxhaven gewählt, wo er ab 1956 Vorsitzender der SPD-Fraktion war. Er wurde zunächst Senator und war später von 1967 bis 1968 Oberbürgermeister und von 1972 bis 1976 nochmal Erster Bürgermeister der Stadt. In der sechsten Wahlperiode wurde er 1967 in den Landtag von Niedersachsen gewählt, dem er bis zum Ende der neunten angehörte. Während dieser Zeit war er vom 14. September 1970 bis zum 20. Juni 1978 Vorsitzender des Ausschusses für Hafen- und Schifffahrt.

## Ehrungen
- Verdienstkreuze am Bande des Verdienstordens der Bundesrepublik Deutschland
- Verdienstkreuzes des Niedersächsischen Verdienstordens
- Die Werner-Kammann-Straße in Cuxhaven wurde nach ihm benannt.